# Alkereagrahara, Yelandur
Alkereagrahara là một làng thuộc tehsil Yelandur, huyện Chamarajanagar, bang Karnataka, Ấn Độ.